# Bubble (film)
Bubble (jap. バブル Baburu) – japoński film animowany z 2022 roku w reżyserii Tetsurō Arakiego, wyprodukowany przez Wit Studio. Światowa premiera miała miejsce 28 kwietnia 2022 roku na platformie Netflix.
Na podstawie filmu Erubo Hijihara stworzył mangę, która ukazywała się w magazynie internetowym Shōnen Jump+ od 22 kwietnia do 23 maja 2022 roku.

## Obsada
| Postać                       | Japoński dubbing | Polski dubbing        |
| ---------------------------- | ---------------- | --------------------- |
| Hibiki                       | Jun Shison       | Karol Osentowski      |
| Uta                          | Riria            | Maja Kwiatkowska      |
| Makoto                       | Alice Hirose     | Agata Darnowska       |
| Shin                         | Mamoru Miyano    | Paweł Wojtaszek       |
| Kai                          | Yūki Kaji        | Maksymilian Michasiów |
| Usagi                        | Sayaka Senbongi  | Antonina Żbikowska    |
| Przywódca wściekłych homarów | Shin’ichirō Miki | Kamil Pruban          |

## Produkcja i wydanie
Film został wyreżyserowany przez Tetsurō Arakiego na podstawie scenariusza Gena Urobuchiego. Projekty postaci stworzył Takeshi Obata, a za produkcję odpowiadało Wit Studio.
Przedpremiera filmu miała miejsce 10 lutego 2022 roku podczas Międzynarodowym Festiwalu Filmowym w Berlinie. Następnie, 28 kwietnia 2022 roku, produkcja zadebiutowała na całym świecie na platformie Netflix, a 13 maja 2022 roku trafiła również do kin w Japonii.

## Ścieżka dźwiękowa
Muzykę do filmu skomponował Hiroyuki Sawano. Motywem otwierającym jest „Bubble feat. Uta” w wykonaniu Eve, natomiast końcowym „Jaa ne, mata ne” (jap. じゃあね、またね。) w wykonaniu Ririi, która w filmie użycza głosu Ucie.
| Lista utworów | Lista utworów                           | Lista utworów |
| Nr            | Tytuł utworu                            | Długość       |
| ------------- | --------------------------------------- | ------------- |
| 1.            | „BUBBLE”                                | 1:58          |
| 2.            | „BATTLEKOUR”                            | 5:21          |
| 3.            | „BB”                                    | 00:53         |
| 4.            | „JU-RYOKU”                              | 2:35          |
| 5.            | „BB2”                                   | 2:29          |
| 6.            | „MERMAID”                               | 4:18          |
| 7.            | „HIBIKI”                                | 1:56          |
| 8.            | „UTAtoHIBIKI”                           | 1:32          |
| 9.            | „UNDERTAKER”                            | 2:15          |
| 10.           | „BBxUT”                                 | 3:20          |
| 11.           | „PARKOUR”                               | 3:56          |
| 12.           | „UTA”                                   | 1:57          |
| 13.           | „2ndBUBBLE”                             | 5:29          |
| 14.           | „TOWER”                                 | 5:57          |
| 15.           | „NE-SAMA”                               | 2:20          |
| 16.           | „BUBBLE-cho.”                           | 6:49          |
| 17.           | „BUBBLE-THEME”                          | 3:54          |
| 18.           | „Bubble”                                | 3:48          |
| 19.           | „Bubble (TeddyLoid Remix)”              | 3:23          |
| 20.           | „Shikisai (色彩)”                       | 5:13          |
| 21.           | „Bye Bye, See You (じゃあね、またね。)” | 4:05          |
|               |                                         | 1:13:28       |